# James H. Morris
James Hiram Morris Jr. (* 1941 in Pittsburgh) ist ein US-amerikanischer Informatiker und Hochschullehrer an der Carnegie Mellon University (CMU).
Morris studierte an der Carnegie Mellon University mit dem Bachelor-Abschluss und erhielt einen Master-Abschluss (S.M.) in Management an der MIT Sloan School of Management des Massachusetts Institute of Technology (MIT), an dem er 1969 bei John McReynolds Wozencraft promoviert wurde (Lambda-Calculus Models of Programming Languages). Er lehrte an der University of California, Berkeley, und war danach acht Jahre bei Xerox Parc, wo er am Xerox Alto System mitwirkte, einem Vorläufer des heutigen PC, und die Entwicklung der Programmierumgebung Cedar leitete. Von 1983 bis 1988 leitete er das Information Technology Center der CMU, wo er in Zusammenarbeit mit IBM die Entwicklung eines Prototyps für ein Universitäts-Computersystem (Andrew Project) leitete.  Er gründete das Human-Computer-Interaction Institute an der CMU, war von 1992 bis 2004 Dekan der Carnegie Mellon School of Computer Science und von 2004 bis 2009 des Silicon Valley Campus der CMU, den er gründete.
Von ihm, Vaughan Pratt und Donald Knuth stammt der Knuth-Morris-Pratt-Algorithmus, ein String-Matching-Algorithmus. Pratt entwickelte 1970 die Grundidee unabhängig von Knuth (der etwas später darauf stieß), und Pratt und Morris veröffentlichten 1970 einen  Technischen Bericht dazu. Schließlich veröffentlichten alle drei 1977 einen Aufsatz dazu.
In Berkeley entwickelte er einige grundlegende Prinzipien von Programmiersprachen (Inter-Module Protection und Modul-Invarianten,  Lazy Evaluation, Continuations).
Bei Xerox Parc war an der Entwicklung der Programmiersprache bzw. Programmierumgebung Mesa und dessen Nachfolger Cedar beteiligt.
An der CMU befasste er sich mit Mensch-Computer-Kommunikation, zum Beispiel das Projekt Andrew und gemeinsames Schreiben an verteilten Computern.  Er war Principal Investigator bei zwei durch die National Science Foundation geförderte Projekte zur Mensch-Computer-Kommunikation (Expres und Prep).
Er gründete die Beratungsfirma die MAYA Design für interaktive Produktentwicklung. Morris ist Gründer der Robot Hall of Fame.